# 68 Cygni
68 Cygni, som är stjärnans Flamsteed-beteckning, är en ensam stjärna belägen i den mellersta delen av stjärnbilden Svanen, som också har variabelbeteckningen V1809 Cygni. Den har en genomsnittlig skenbar magnitud på ca 5,00 och är svagt synlig för blotta ögat där ljusföroreningar ej förekommer. Baserat på parallaxmätning inom Hipparcosuppdraget på ca 0,7 mas, beräknas den befinna sig på ett avstånd på ca 5 000 ljusår (ca 1 400 parsek) från solen. Den rör sig närmare solen med en heliocentrisk radialhastighet av ca -30 km/s.

## Egenskaper
86 Cygni är en blå jättestjärna av spektralklass O7.5 IIIn ((f)) där "n"-suffixet anger förekomst av breda absorptionslinjer på grund av stjärnans snabba rotation. "((F))" anger stark absorption i He II-spektrallinjerna och svaga N III-emissionslinjer. [16] Den har sannolikt en massa som är ca 26 och en effektiv temperatur av ca 34 000 K, även om många av stjärnans fysiska parametrar är föremål för osäkerhet på grund av dess oklara natur.
68 Cygni är en pulserande ellipsoidisk variabel (ELL), som varierar mellan visuell magnitud +4,98 och 5,09 utan någon fastslagen periodicitet, även om klassificeringen som en roterande ellipsoid variabel är kontroversiell. Till skillnad från typiska roterande ellipsoida variabler finns det ingen tydligt definierad period i variationerna i ljusstyrka.
68 Cygni är omgiven av en ringformad nebulosa med beteckningen S 119. Även om det ursprungligen antagits att nebulosan bildats av 68 Cygnis stjärnvind, verkar det nu som att den helt enkelt är en Strömgren-sfär som joniseras av 68 Cygni. Istället är stjärnvinden troligen orsakad av stjärnans höga hastighet genom rymden och bildar en bogchock.